# Eois marginata
Eois marginata är en fjärilsart som beskrevs av W. Warren 1906. Eois marginata ingår i släktet Eois och familjen mätare. Inga underarter finns listade i Catalogue of Life.